# 애니콜 아몰레드 12M
애니콜 아몰레드 12M(Anycall AMOLED 12M)는 삼성전자가 2009년 9월 29일에 출시한 휴대 전화이다. 출시 당시 대한민국에서 유일하게 1200만화소 카메라를 탑재한 폰이다.

## 같이 보기
- 삼성 픽손12